# En liten bok om spel
En liten bok om spel är en bok från 1999 skriven av författaren och journalisten Henrik Arnstad. Boken handlar om dator- och TV-spel. Den gavs ut av det nu nedlagda bokförlaget Bonnier Icon och finns sedan utgiven för gratis nedladdning på internet. 